# Bidellerie
Dans l'argot de la Marine nationale, la bidellerie désigne le bureau du service courant (BSC) à bord des bâtiments et dans les unités à terre. 
Traditionnellement armé par du personnel de la spécialité de fusilier, ce bureau a pour rôle principal de faire respecter les mouvements du tableau de service et les activités journalières prévues à la feuille de service, ainsi que de régler tout problème de police et de discipline. Sur les grands bâtiments, il dépend du commandant adjoint équipage (COMAEQ) (anciennement chef du service intérieur — ou CSI), secondé par le capitaine d'armes, surnommé, familièrement, le bidel.
Le capitaine d'armes est toujours un officier marinier. C'est en principe le plus ancien dans le grade le plus élevé de la spécialité de fusilier (ou, à défaut, de celle de missilier) ; mais dans les unités ne comptant ni fusilier, ni missilier, il peut être d'une autre spécialité. Il est écouté des officiers pour ses avis pertinents sur le degré d'adhésion du personnel (à la manière de la connaissance territoriale de la gendarmerie) et craint par l'équipage en raison de sa rigueur et de sa connaissance précise des règlements militaires.
L'étymologie du surnom remonte au XIXe siècle, à une époque où François Bidel était un célèbre dompteur de fauves dans un cirque.